# Synaphosus paludis
Synaphosus paludis är en spindelart som först beskrevs av Chamberlin och Willis J. Gertsch 1940.  Synaphosus paludis ingår i släktet Synaphosus och familjen plattbuksspindlar. Inga underarter finns listade i Catalogue of Life.